# ایستگاه متروی اتمسفر
ایستگاه متروی اَتمُسفر، یک ایستگاه در خط پنج مترو تهران و خط یک متروی کرج است. این ایستگاه در کیلومتر ۲۷ بزرگراه شهید لشگری، جنب کارخانهٔ اتمسفر واقع شده‌ است. مساحت فضای سرپوشیدهٔ این ایستگاه بالغ بر ۴٬۲۶۳ متر مربع و فضای باز آن بالغ بر ۲٬۹۴۸ متر مربع است.
نام این ایستگاه مدتی به البرز تغییر کرده‌ بود.

## بازگشت نام اتمسفر
عضو کمیته نامگذاری شورای اسلامی شهر تهران گفت: کارخانه اتمسفر زمینی را به رایگان در اختیار مترو قرار داده و تنها درخواستش این بوده که نام ایستگاه اتمسفر شود.
عضو شورای اسلامی شهر تهران افزود: در حال حاضر این قرارداد وجود دارد و به دلیل وجود قرارداد با این شرکت درخواست می‌شود با وجود آن که هر تغییر نامی در مترو ۳۰۰ میلیون تومان هزینه دارد، این قرارداد انجام شود. اعضای شورای شهر تهران در پایان جلسه امروز با تغییر نام ایستگاه مترو البرز به اتمسفر موافقت کردند.
در تاریخ ۱ خرداد ۹۷، نام ایستگاه مترو البرز به اتمسفر تغییر کرد.

## امکانات
از امکانات این ایستگاه می‌توان به تلفن عمومی کارتی، پله برقی، دفتر اشیاء گم شده، آب سرد کن، سرویس بهداشتی عمومی، نمازخانه، پایانه اتوبوسرانی و پارکینگ عمومی اشاره کرد.